# رونغراث بومتشانتوك
رونغراث بومتشانتوك (بالتايلندية: รุ่งรัฐ ภูมิจันทึก)‏ (17 مايو 1992 بناخون راتشاسيما في تايلاند - ) هو لاعب كرة قدم تايلندي في مركز جناح ‏. شارك مع منتخب تايلاند لكرة القدم. أما مع النوادي، فقد لعب مع نادي شيانج ري يونايتد وChiangmai F.C. ‏ وLamphun Warriors F.C. ‏.

## وصلات خارجية
- رونغراث بومتشانتوك على موقع ناشيونال فوتبول تيمز (الإنجليزية)
- رونغراث بومتشانتوك على موقع Soccerway.com (الإنجليزية)
- رونغراث بومتشانتوك على موقع عالم كرة القدم.نت (الإنجليزية)